# John de Bos
Johan Hendrik (John) de Bos (Arnhem, 8 mei 1925 - Arnhem, 14 juli 2006) was een Nederlandse voetbalkeeper en voetbalbestuurder, verbonden met Vitesse.
De Bos werd in de jaren 30 lid van Vitesse. Hij kwam als eerste "arbeidersjongen" (zijn vader was trambestuurder) door de ballotagecommissie van het toen nogal elitaire Vitesse. Hij debuteerde in het eerste elftal van Vitesse op 22 augustus 1943 en sloot zijn carrière af in april 1953. In de wedstrijd tegen IJVV Stormvogels kreeg hij een ernstige beenbreuk.
Na zijn actieve loopbaan als speler bekleedde De Bos diverse functies binnen Vitesse en later Vitesse 1892. Als vicevoorzitter van Vitesse maakte hij de splitsing mee van betaald voetbal en amateurs. De moedervereniging van de huidige betaaldvoetbalclub ging verder onder de naam Vitesse 1892. De Bos is van 1984 tot het jubileumjaar 1992 voorzitter geweest en werd later benoemd tot erevoorzitter van Vitesse 1892.
In het dagelijks leven was De Bos gemeenteambtenaar en kreeg voor zijn verdiensten voor de stad Arnhem de zilveren stadspenning. Hij was getrouwd en had een zoon en een dochter.